# Kozowa (gmina)
Kozowa – dawna gmina wiejska w powiecie brzeżańskim województwa tarnopolskiego II Rzeczypospolitej. Siedzibą gminy było miasto Kozowa, które stanowiło odrębną gminę miejską.
Gminę utworzono 1 sierpnia 1934 r. w ramach reformy na podstawie ustawy scaleniowej z dotychczasowych gmin wiejskich: Dubszcze, Helenków, Kalne, Kozówka, Krzywe, Słoboda Złota, Szczepanów, Teofipólka, Uwsie i Wiktorówka.
W marcu 1937 przyznano obywatelstwo honorowe gminy Marszałkowi Edwardowi Śmigłemu-Rydzowi.
Po II wojnie światowej obszar gminy znalazł się w ZSRR.
Zobacz też: gmina Koziowa